# Kibungo
Kibungo est une ville située à l'est du Rwanda, à 100 km de Kigali, le long de la route principale vers la Tanzanie. 

## Géographie
La ville se divise en deux parties, l'une s'articulant autour de la route principale, et l'autre autour d'une route connexe. Elle fait désormais partie du district de Ngoma. 

## Histoire
Avant la réforme administrative de 2006, Kibungo était aussi la capitale d'une province (préfecture jusqu'en 2002) à laquelle elle donnait son nom (aujourd'hui intégrée avec l'ancienne province de l'Umutara et le Bugesera, partie de l'ancienne province de Kigali rural, dans la province de l'Est).

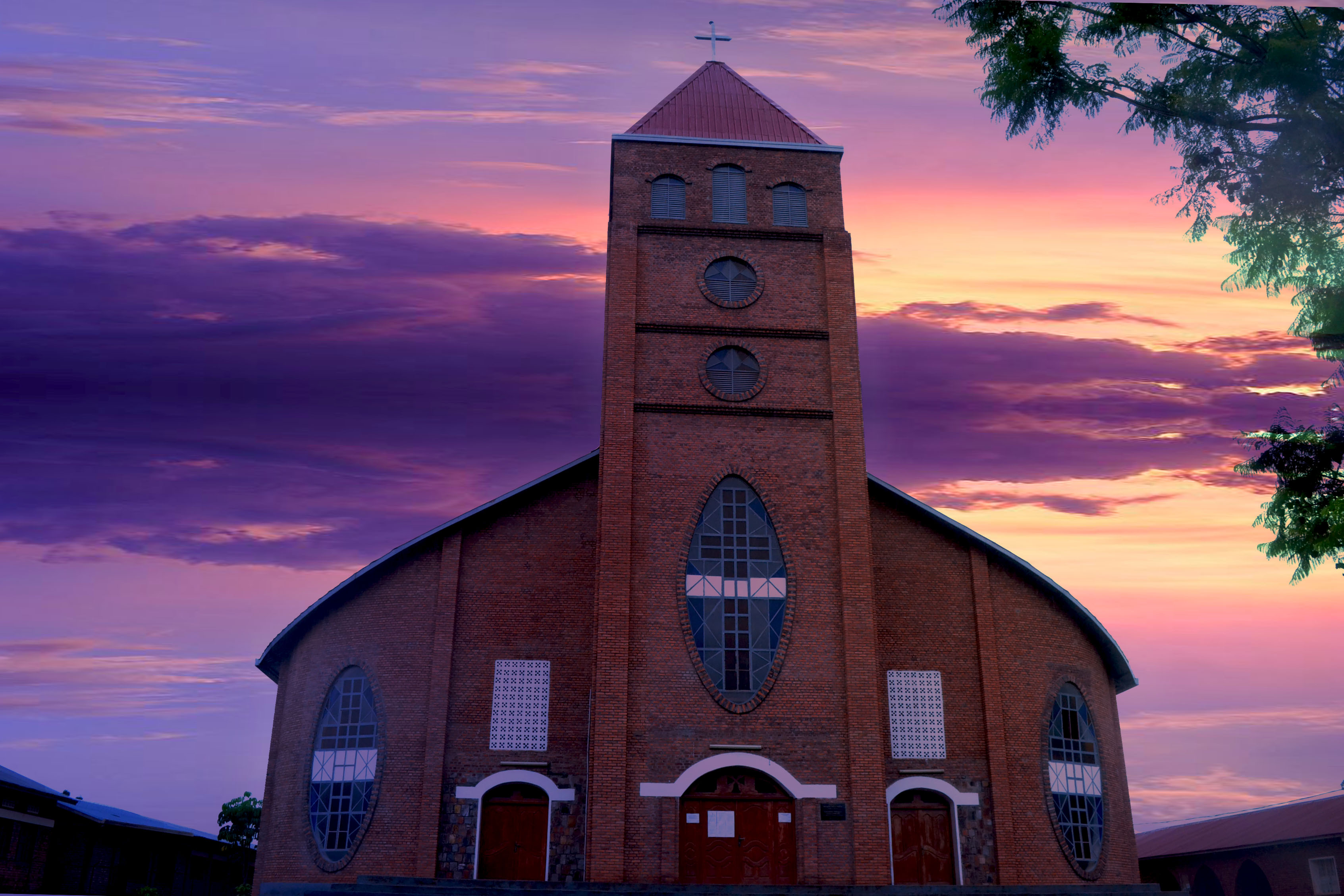
Le diocèse catholique romain de Kibungo, l'une des plus anciennes églises de la province orientale

## Religion
- Diocèse de Kibungo
- Liste des évêques de Kibungo